# Cochran megye
Cochran megye az Amerikai Egyesült Államokban, azon belül Texas államban található. Megyeszékhelye és legnagyobb városa Morton. Lakosainak száma 2547 fő (2020. április 1.). Cochran megye Bailey, Hockley, Yoakum, Lea, Roosevelt, Lamb és Terry megyékkel határos.

## Népesség
A megye népességének változása:
| Lakosok száma | 3139 | 3071 | 3030 | 3016 | 2953 | 2547 |
|               | 2010 | 2011 | 2012 | 2013 | 2015 | 2020 |